# Nate Davis
Nathaniel Davis, detto Nate (Columbia, 25 ottobre 1953), è un ex cestista statunitense.

## Carriera
È stato selezionato dai Chicago Bulls al quinto giro del Draft NBA 1977 (101ª scelta assoluta), ma non ha mai giocato nella NBA.